# Nova Araçá
Nova Araçá é um município brasileiro do estado do Rio Grande do Sul. Sua população estimada é de 4.890 habitantes (IBGE/2021).